# Uuno Klami
Uuno Klami (20. september 1900 i Virolahti, Finland – 29. maj 1961) var en finsk komponist.
Klami hører til Finlands vigtige komponister efter Jean Sibelius. Han har skrevet mange værker inspireret af Kalevala. 
Han var også inspireret af fransk musik, især Maurice Ravel.
Klami har skrevet 3 symfonier, orkestermusik, en violinkoncert, to klaverkoncerter, et oratorium, og en Karelsk Rapsodi som er et af hans mest berømte værker.

## Udvalgte værker
- "Børnenes Symfoni" (1928) - for orkester
- Symfoni nr. 1 (1937-1938) - for orkester
- Symfoni nr. 2 (1945) - for orkester
- "Karelsk rapsodi" (1927) - for orkester